# (22895) 1999 TV5
1999 تي في 5 (ويعرف أيضًا باسم (22895) 1999 تي في 5 وفق تسمية الكوكب الصغير) (بالإنجليزية: 1999 TV5)‏ هو كويكب ضمن حزام الكويكبات؛ وترتيبه 22895 من حيث الاكتشاف.
اكتُشف هذا الجُرم الفلكي بواسطة دنيس ك. تشيسني في 6 أكتوبر 1999.

## وصلات خارجية
- (22895) 1999 TV5 في قاعدة بيانات مختبر الدفع النفاث لأجرام النظام الشمسي الصغيرة

- الاكتشاف · مخطط المدار ·  العناصر المدارية · المعلمات المادية

- (22895) 1999 TV5 على موقع ويكي سكاي: DSS2, SDSS, GALEX, IRAS, Hydrogen α, X-Ray, Astrophoto, Sky Map, Articles and images